# Wertermittlungsgebühr
Als Wertermittlungsgebühr wird in Deutschland eine Bearbeitungsgebühr bezeichnet, die Kreditinstitute und Bausparkassen bei Abschluss von Darlehensverträgen mit Verbrauchern für die von den Darlehensnehmern angebotenen Sicherheiten sowie zur Schätzung der in Betracht kommenden Beleihungsobjekte verlangen. Diese Kosten, die oftmals in den Allgemeinen Geschäftsbedingungen enthalten sind, werden als „Schätzkosten“, „Wertermittlungsgebühr“ oder „Kosten für die Objektbesichtigung“ bezeichnet.
Nach obergerichtlicher Rechtsprechung dürfen entsprechende Klauseln nicht verwendet werden. Sie sind gemäß § 307 Abs. 1 Satz 2 BGB i. V. m. § 307 Abs. 2 Nr. 1 BGB unwirksam, weil sie die Kunden entgegen den Geboten von Treu und Glauben unangemessen benachteiligen. Denn die Wertermittlung erfolgt allein im Interesse des darlehensgebenden Kreditinstituts, das etwa durch die Vereinbarung der Bestellung einer Grundschuld oder der Überlassung einer sonstigen Sicherheit seine eigenen Vermögensinteressen absichern will und klären möchte, ob das ihr als Sicherheit angebotene Objekt im Falle der Nichtbedienung durch den Darlehensnehmer ausreichend werthaltig ist. Eine derartige Klausel weicht damit von dem allgemeinen Rechtsgrundsatz ab, dass eine Bank oder ein sonstiges Kreditinstitut nur für die Kunden erbrachte Dienstleistungen diesen auch in Rechnung stellen darf.